# Mary Star of the Sea
Mary Star of the Sea — единственный альбом, записанный американской рок группой Zwan, который был выпущен 28 января 2003 года. Песни «Honestly» и «Lyric» были выпущены в качестве синглов к альбому. Mary Star of the Sea назван в честь Пресвятой Девы Марии, у которой Корган нашёл утешение и руководство. Ранние репетиции Zwan проходили в католической церкви в Ки-Уэст, штат Флорида. Корган объявил о роспуске группы через семь месяцев после выхода альбома, ссылаясь на внутренний конфликт в группе.

## Стиль
В целом, это быстрый альбом в стиле альтернативного рока, движимый мелодичными партиями баса, порывистой барабанной дробью и ансамблем гитар.

## Отзывы
В основном, альбом получил положительные оценки. Дэвид Браун из Entertainment Weekly назвал Mary Star of the Sea шестым лучшим альбомом 2003 года. The Alternative Press назвала альбом «возвращением к истокам» Коргана. Альбом дебютировал на третьем месте в США, продажи достигли 90 тысяч копий в первую неделю, но быстро вылетел из чартов и не оправдал продаж, по сравнению с любым альбомом Smashing Pumpkins.

## Список композиций
Все песни написаны Билли Корганом, кроме помеченных.
1. «Lyric» — 3:17
2. «Settle Down» (Билли Корган, Паз Леншантин) — 5:25
3. «Declarations of Faith» — 4:17
4. «Honestly» — 3:45
5. «El Sol» (Билли Корган, Народная) — 3:38
6. «Ride a Black Swan» (Билли Корган, Народная) — 4:53
7. «Heartsong» — 3:08
8. «Endless Summer» — 4:22
9. «Baby Let’s Rock!» — 3:41
10. «Yeah!» — 3:06
11. «Desire» — 4:14
12. «Jesus, I/Mary Star of the Sea» (Народная/Zwan) — 14:04
13. «Come with Me» — 4:01

## Участники записи
- Билли Корган (Билли Бёрк) — гитара, вокал, продюсер, дополнительное микширование
- Джимми Чемберлин — барабаны
- Мэтт Суини — гитара, вокал
- Паз Леншантин — бас, вокал
- Дэвид Пэйо — гитара
- Анна Леншантин — виолончель на «Of a Broken Heart»
- Бьорн Торсруд — продюсер, дополнительное микширование
- Алан Молдер — микширование
- Рон Лоу, Мэнни Санчес, Мэттью ЛеДжон, Грэг Норман, Роб Бочник — инженеры
- Хоуи Вэйнберг — мастеринг
- Джефф МакФэтридж — дизайн